# ミヤギテレビサービス
株式会社ミヤギテレビサービス（英: MIYAGI TELEVISION SERVICE CO., LTD）は、宮城県仙台市宮城野区に本社を置く、宮城テレビ放送（MMT）グループの映像プロダクション。略称は『MTS（エムティーエス）』。
演出系、撮影系、技術系の各スタッフを抱えるほか、委託された住宅展示場の運営スタッフも派遣する。

## 会社概要
- 創立：1975年11月17日
- 社名：株式会社ミヤギテレビサービス
- 愛称：MTS（エムティーエス）
- 従業員数：59名（2022年6月現在）

## 業務内容
- 情報番組・バラエティ・ドキュメンタリー・スポーツ番組などの撮影・録音・中継・演出・企画・制作・編集・MA
- ニュースのカメラ取材・編集
- CM・VPの企画・制作・撮影・編集・MA
- 各種スポーツやイベントの中継・収録・ビジョン送出・ネット配信
- 映像アーカイブ業務
- 広告代理店業務

## 沿革
- 1975年11月、ミヤギテレビが主催する事業イベントの受付をするために「ミヤギテレホンセンター」が発足。後に社名を「ミヤギテレビサービス」と改称した[3]。

## 組織
- コンテンツセンター制作部
- コンテンツセンター技術部
- イベントセンター
- 総務部

## 常勤役員
- 取締役会長：高野昌明
- 代表取締役社長：水本豊
- 取締役：鈴木義之

## 株主
- 株式会社宮城テレビ放送（MMT）[2]